# Pilot Mound (Iowa)
Pour les articles homonymes, voir Pilot Mound.
Pilot Mound est une ville du comté de Boone, en Iowa, aux États-Unis. Elle est fondée en 1881 et incorporée le 23 juin 1897. 

## Source de la traduction
- (en) Cet article est partiellement ou en totalité issu de l’article de Wikipédia en anglais intitulé « Pilot Mound, Iowa » (voir la liste des auteurs).